# Aitor Fernández
Aitor Fernández Abarisketa, né le 3 mai 1991 à Arrasate en Espagne, est un footballeur espagnol qui joue au poste de gardien de but pour le CA Osasuna.

## Carrière

### Carrière en club

#### Formation et débuts à l'Athletic Bilbao
Né à Arrasate, dans le Gipuzkoa, au Pays basque, le 3 mai 1991, Aitor Fernández rejoint le centre de formation de l'Athletic Club en 2003, à l'âge de 12 ans. Il fait ses débuts dans l'équipe C de l'Athletic, le CD Baskonia en 2008, en Tercera División.
Le 29 juin 2010, après avoir été promu dans la réserve, le Bilbao Athletic, en Segunda División B, Aitor est appelé dans l'équipe première pour la pré-saison en tant que remplaçant de Gorka Iraizoz et de Raúl Fernández. Cependant, en troisième division, il n'est apparu que dans 19 matchs au cours de la saison 2010-2011, principalement en raison d'une blessure à la main qui l'a tenu à l'écart pendant deux mois. Il a eu encore plus de difficultés en 2011-2012, toujours en raison de blessures, dépassé par la signature de Jon Ander Serantes.

#### Barakaldo CF et Villarreal CF
Le 22 juillet 2012, Aitor Fernández est prêté à son voisin du Barakaldo CF pour un an mais son contrat avec les Lions est résilié le 28 janvier 2013. Il signe un accord de deux ans et demi avec le Villarreal CF un jour plus tard, étant affecté à l'équipe B également en troisième division nationale.

#### CD Numancia
Le 6 juillet 2016, Aitor rejoint le club du CD Numancia, en Segunda División, pour un contrat de deux ans. Il fait ses débuts professionnels le 4 septembre 2016, en commençant par un match nul 1-1 contre l'AD Alcorcón.
Au départ remplaçant de Munir, Fernández profite des appels en sélection nationales et est régulièrement titulaire, occupant ce poste jusqu'à la fin de la saison. Le 27 février 2017, il prolonge son contrat avec le club de Castille-et-León jusqu'en 2020.

#### Levante UD
Le 23 juillet 2018, Aitor accepte un contrat de quatre ans en Liga du côté de Levante. Sa titularisation inaugurale a lieu le 2 février 2019, à domicile, lors d'un match nul 0-0 face au Getafe CF.
En novembre 2019, il est annoncé que Aitor pourrait manquer le prochain match de Levante, face à son ancien club de l'Athletic, étant convoqué par sa ville natale à un bureau de vote pour l'élection générale espagnole. Finalement, il n'a pas été retenu et a disputé le match. Ce même mois, il signe un nouveau contrat jusqu'en 2023. Sa nouvelle clause de libération est fixée à 30 millions d'euros.

### Carrière internationale

#### Débuts avec la sélection basque
Aitor Fernández fait ses débuts avec l'équipe nationale du Pays basque le 30 mai 2019, lors d'un match nul 0-0 contre le Panama pour lequel une équipe jeune et inexpérimentée a été sélectionnée.